# Habenaria cruciformis
Habenaria cruciformis là một loài thực vật có hoa trong họ Lan. Loài này được Ohwi mô tả khoa học đầu tiên năm 1951.